# 唐橋 (女官)
唐橋（？—？），京都人，正二位権中納言高松公祐的長女。1804年以樂宮喬子女王的小上臈入主西之丸大奧。徳川家齊七女峰姫出嫁時作為陪嫁的上臈御年寄。最後回到京都。